# Tropikamid
A tropikamid egy szintetikus parasympatholytikum, antimuscarin hatással. Kémiai szerkezetét tekintve tropasav-származék.
A szembe cseppentés után a szemen pupillatágulat (mydriasis) és akkomodációbénulás (cycloplegia) jön létre. Maximális pupillatágulat és cycloplegia 20-25 percen belül lép fel. Hatása mioticum adása nélkül 5-6 órán belül teljesen megszűnik

## Sztereokémia
A tropikamid egy sztereoközpontot tartalmaz, és két enantiomerből áll. Ez egy racemát, vagyis az (R) és az (S) forma 1:1 arányú keveréke:
| A tropikamid enantiomerjei | A tropikamid enantiomerjei |
| -------------------------- | -------------------------- |
| CAS-szám: 92934-63-9       | CAS-szám: 92934-64-0       |

## Mellékhatás
Alkalmazása során szemirritáció, égető érzés, akkomodációzavar, szem belnyomásának fokozódása,  glaucomás roham kialakulása, conjunctivitis, ödéma, és egyes esetekben szkopolaminnal való keresztallergia.

## Készítmények
- MYDRIACYL
- MYDRUM

## Fordítás
- Ez a szócikk részben vagy egészben  a   Tropicamide című angol Wikipédia-szócikk fordításán alapul.  Az eredeti cikk szerkesztőit annak laptörténete sorolja fel. Ez a jelzés csupán a megfogalmazás eredetét és a szerzői jogokat jelzi, nem szolgál a cikkben szereplő információk forrásmegjelöléseként.